# Fabrizia Carminati
Fabrizia Carminati (Bergamo, 16 dicembre 1955) è un'annunciatrice televisiva e personaggio televisivo italiana attiva per le reti Fininvest negli anni ottanta.

## Biografia
Ha esordito in televisione nel 1979 come valletta di Mike Bongiorno nel primo quiz da lui condotto su una tv privata, I sogni nel cassetto, trasmesso da Telemilano (che dal 1980 divenne Canale 5). Dal 1981, sempre al fianco di Bongiorno ha partecipato alla trasmissione quotidiana del mattino Bis, che abbandonò nel 1983 per affiancare Stefano Santospago (poi sostituito da Marco Columbro e infine da Umberto Smaila e i Gatti di Vicolo Miracoli) nel quiz musicale Help!. Nell'estate del 1984 ha affiancato nuovamente Bongiorno, insieme a Fiorella Pierobon, nello spettacolo musicale Incontri d'estate.
Nello stesso periodo è stata inoltre la signorina buonasera di Canale 5, alternandosi con Eleonora Brigliadori. Appariva inoltre in diversi sketch nei contenitori di cartoni animati della medesima rete (Pomeriggio con Five, Domenica con Five), e con ruoli minori in altre trasmissioni televisive come Premiatissima in qualità di "Miss Fortuna" (curava lo spazio dedicato alle estrazioni per un concorso a premi) e Zodiaco (interpretava il segno del "Sagittario").
Nel 1986 ha interpretato una parte nel film per la televisione diretto da Bruno Corbucci Le volpi della notte andato in onda su Italia 1 (sorta di versione italiana di Charlie's Angels), con Viola Valentino (Anna) e Pamela Prati (Miriam), nel ruolo di "Elena", giovane e attraente agente speciale della questura di Roma. Nella stagione successiva, 1986/1987, ha fatto parte del cast di Un fantastico tragico venerdì, varietà di prima serata di Rete 4 condotto da Paolo Villaggio e Carmen Russo.
Nel 1990 è passata in Rai dove ha affiancato Raffaella Carrà nella prima edizione di Ricomincio da due - Weekend con Raffaella in onda su Raidue, curandone i collegamenti esterni, mentre l'anno successivo è stata nel cast della trasmissione del venerdì sera di Telemontecarlo Settimo squillo, condotto da Remo Girone e Paola Perego. In seguito, tornata in Mediaset (all'epoca chiamata ancora Fininvest), è diventata inviata per il programma di Rete 4 Buon pomeriggio, condotto da Patrizia Rossetti.
Nel 1994 ha collaborato con Telenorba, per la quale ha condotto il contenitore quotidiano Piazza d'uomo insieme a Ettore Andenna e Daniela Rocco.
Successivamente si è candidata in politica per Forza Italia alle elezioni europee del 2004, senza però essere eletta.
Dopo anni di assenza dal piccolo schermo è apparsa come ospite, nella primavera del 2007, in una puntata di Quelli che... il calcio (Rai 2), mentre nell'estate successiva è stata il personaggio misterioso in una puntata di Cultura moderna (Canale 5).

## Vita privata
Nel 2007 ha dichiarato d'aver avuto all'inizio degli anni ottanta una breve relazione amorosa con il suo editore del tempo, Silvio Berlusconi.

## Filmografia
- Le volpi della notte, regia di Bruno Corbucci – film TV (1986)
- L'Odissea, regia di Beppe Recchia – film TV (1991)
- Saddam, regia di Max Chicco (2006)

## Programmi televisivi
- I sogni nel cassetto (Telemilano, 1979-1980, Canale 5, 1980)
- Signorina buonasera di Canale 5 (1980-1984)
- Bis (Canale 5, 1981-1983)
- Premiatissima (Canale 5, 1982)
- Help! (Canale 5, 1983-1985; Italia 1, 1985-1986)
- Incontri d'estate (Canale 5, 1984)
- Azzurro (Italia 1, 1984)
- Zodiaco (Italia 1, 1985)
- Sempre insieme  (Canale 5, 1985)
- Un fantastico tragico venerdì  (Rete 4, 1986-1987)
- Ricomincio da due (Rai 2, 1990)
- Settimo squillo (Telemontecarlo, 1991)
- Buon pomeriggio (Rete 4, 1991-1992)
- Piazza d'uomo (Telenorba, 1994)

## Discografia

### Singoli
- 1984 – La soubrette/Autostop (Five Record, FM 13061)